# Le calde notti di Don Giovanni
Le calde notti di Don Giovanni é um filme de 1971, dirigido por Alfonso Brescia.

## Sinopse
A fama de grande sedutor de Don Giovanni Tenorio, causa preocupação entre as mais poderosas famílias de Espanha. É então exilado para o Oriente, onde estabelece relações amigáveis com o Sultão Salim; este um dia revela-lhe que, na torre do seu palácio, vive uma bela princesa.

## Elenco
- Robert Hoffmann: Don Giovanni Tenorio
- Barbara Bouchet: Esmeralda Vargas
- Edwige Fenech: Aisha
- Ira Fürstenberg: Isabella Gonzales
- Annabella Incontrera: Suor Maddalena
- Lucrezia Love: Regina di Cipro
- José Calvo: Sultano Selim
- Adriano Micantoni: Emiro Omar
- Emma Baron: Madre Superiora
- Pat Nigro:
- María Montez:
- Chris Huerta:
- Franco Marletta: